# Philippe Adams
Philippe Adams va ser un pilot de curses automobilístiques belga que va arribar a disputar curses de Fórmula 1.
Va néixer el 19 de novembre del 1969 a Mouscron, Bèlgica.

## A la F1
Philippe Adams va debutar a l'onzena cursa de la temporada 1994 (la 45a temporada de la història) del campionat del món de la Fórmula 1, disputant el 28 d'agost del 1994 el G.P. de Bèlgica al circuit de Spa - Francorchamps.
Va participar en un total de dues curses puntuables pel campionat de la F1 disputades ambdues a la  temporada 1994 aconseguint una setzena posició com millor classificació a una cursa i no assolí cap punt vàlid pel campionat del món de pilots.

## Resultats a la Fórmula 1
| Any  | Equip      | Xassís | Motor       | 1   | 2   | 3   | 4   | 5   | 6   | 7   | 8   | 9   | 10  | 11      | 12  | 13     | 14  | 15  | 16  | Posició | Punts |
| ---- | ---------- | ------ | ----------- | --- | --- | --- | --- | --- | --- | --- | --- | --- | --- | ------- | --- | ------ | --- | --- | --- | ------- | ----- |
| 1994 | Team Lotus | Lotus  | Mugen-Honda | BRA | PAC | SMR | MON | ESP | CAN | FRA | GBR | ALE | HON | BEL Ret | ITA | POR 16 | EUR | JAP | AUS | -       | 0     |

### Resum
| Curses: | Victòries: | Pòdiums: | Poles: | Voltes ràpides: | Punts: |
| ------- | ---------- | -------- | ------ | --------------- | ------ |
| 2 (2)   | 0          | 0        | 0      | 0               | 0      |